# Verlagssystem
Verlagssystem è un termine della lingua tedesca usato dagli storici per indicare un sistema di organizzazione della produzione su commissione ampiamente adottato in Europa fra il XIII e il XIX secolo, simile al kaufsystem.

## Storia
Le prime testimonianze documentali (contratti notarili e regolamenti locali) del Verlagssystem risalgono al Duecento. Il sistema nacque nelle Fiandre e in Italia. A metà Trecento l'Arte della Lana di Firenze dava da lavorare in questo modo a circa 60.000 persone in un raggio di cinquanta chilometri dalla città.
Il settore in cui si diffuse maggiormente il Verlagssystem fu quello tessile, in tutte le sue fasi: filatura, tessitura, follatura, tintura, cimatura, ma fu utilizzato anche per produrre articoli di ferramenta (coltellini, chiodi), birra o cappelli.
Generalmente i lavoratori erano contadini che, soprattutto nei mesi invernali, svolgevano lavoro a domicilio. Perciò il Verlagssystem operava fuori del controllo delle corporazioni cittadine. 
Accadeva però anche che i lavoratori salariati fossero proprio i membri delle corporazioni cittadine o che intere corporazioni (soprattutto in piccole città) venissero monopolizzate da un mercante che assumeva la vendita dei loro prodotti. Sebbene in alcuni casi le corporazioni abbiano accettato il Verlagssystem, generalmente vi si opposero.
Le aree in cui si diffuse il Verlagssystem erano quelle prive di materie prime, in cui il committente era necessario per anticipare il materiale da lavorare. 
Dove invece la materia prima era disponibile in loco, i lavoratori se la procuravano direttamente a proprie spese e rivendevano il prodotto finito ai mercanti.
Il Verlagssystem era ancora ampiamente diffuso nel Settecento e convisse con le industrie fino alla metà dell'Ottocento.

## Descrizione
Nel verlagssystem il committente (di solito un mercante) consegnava al lavoratore la materia da lavorare e pagava metà del salario pattuito, quando ritirava il prodotto finito (spesso dopo una settimana) saldava il compenso. 
Le variazioni possibili, nell'applicazione di questo sistema, erano innumerevoli:
il lavorante poteva essere indipendente o dipendente dall'imprenditore; macchinari ed attrezzi potevano essere di proprietà dell'uno o dell'altro; alcuni imprenditori agivano in proprio, altri attraverso agenti. 
In ogni caso, il sistema rispondeva sia alle necessità della famiglia rurale, che poteva integrare i propri redditi occupando il tempo libero dal lavoro dei campi o mettendo all'opera donne e bambini, sia alla convenienza dell'imprenditore, che sfruttava manodopera a costo minore. 